# Liste des épisodes de Melrose Place

Cette page recense la liste des épisodes du feuilleton télévisé Melrose Place.

## Liste des saisons
| Saison | Saison      | Épisodes | Début de saison   | Fin de saison | Coffret DVD région 2                   | Coffret DVD région 2 |
| Saison | Saison      | Épisodes | Début de saison   | Fin de saison | Date de sortie                         | Disques              |
| ------ | ----------- | -------- | ----------------- | ------------- | -------------------------------------- | -------------------- |
|        | 1           | 32       | 8 juillet 1992    | 26 mai 1993   | 13 novembre 2006                       |                      |
|        | 2           | 32       | 8 septembre 1993  | 18 mai 1994   | 14 mai 2007                            | 8                    |
|        | 3           | 32       | 12 septembre 1994 | 22 mai 1995   | 18 mai 2009                            | 8                    |
|        | 4           | 34       | 11 septembre 1995 | 20 mai 1996   | 22 mars 2010                           | 8                    |
|        | 5 Vol.1 & 2 | 34       | 9 septembre 1996  | 19 mai 1997   | 21 juin 2010                           | 4                    |
|        | 5 Vol.1 & 2 | 34       | 9 septembre 1996  | 19 mai 1997   | 21 juin 2010                           | 3                    |
|        | 6           | 27       | 8 septembre 1997  | 30 mai 1998   | 3 mai 2011 Vol.1 19 juillet 2011 Vol.2 | ?                    |
|        | 7 Vol.1 & 2 | 35       | 14 septembre 1998 | 24 mai 1999   | 31 juillet 2012                        | ?                    |

## Première saison (1992-1993)
1. Appartement à louer (Pilot)  Première apparition de Josie Bissett, Thomas Calabro, Amy Locane, Doug Savant, Grant Show, Andrew Shue, Courtney Thorne-Smith, Vanessa Williams. Darren Star est le créateur et showrunner de la série.
2. Amour, amitié (Friends and Lovers)
3. Un moral d'enfer (Lost and Found)
4. Une question d'argent (For Love or Money)
5. Un secret bien-mal gardé (Leap of Faith)
6. Une seconde chance (Second Chances)
7. Chacun sa méthode (My Way)
8. Des cœurs à prendre (Lonely Hearts)
9. Une lourde responsabilité (Responsability Yours)
10. La Malchance (Burned)
11. Le Serment (A Promise Broken)  Première apparition de Marcia Cross.
12. Affaires polluées (Polluted Affairs)
13. Discrimination (Dreams Come True)  Dernière apparition d'Amy Locane.
14. Les Limites de la passion (Drawing the Line)
15. Soupçons (House of God)  Première apparition de Daphne Zuniga.
16. Toute la vérité (The Whole Truth)
17. Père malgré lui (Jake vs. Jake)
18. Noël à Melrose Place (A Melrose Place Christmas)
19. La Sœur cadette (Single White Sister)  Première apparition de Laura Leighton.
20. Amour et jalousie (Peanut Butter and Jealousy)
21. Une image imparfaite (Picture Imperfect)  Première apparition de Heather Locklear.
22. Entre les deux, son cœur balance (Three's a Crowd)
23. Nouveaux partenaires (My New Partner)
24. À bientôt, Billy (Bye Bye Billy)
25. Décisions irrévocables (Irreconciables Similarities)
26. Chagrin et retrouvailles (End Game)
27. Le Test de dépistage (The Test)
28. Harcèlement (Pushing Boundaries)
29. Pas de trois (Pas de Trois)
30. Trahisons (Carpe Diem)
31. La Valse-hésitation (State of Need)
32. Soupçons tous azimuts (Suspicious Minds)  Dernière apparition de Vanessa Williams. L'épisode dure exceptionnellement 90 minutes.

## Deuxième saison (1993-1994)
1. Le Persécuteur (Much Ado About Nothing)
2. Échec à l'agresseur (Long Night's Journey)  Retour de Laura Leighton.
3. Vengeance (Revenge)
4. Incendie (Fire Power)
5. Question de confiance (Of Bikes and Men)
6. Amour et séduction (Hot and Bothered)
7. Un jeu dangereux (Flirting With Disaster)
8. Couples hésitants (No Beds of Roses)
9. Ruptures (Married to It)
10. Effondrements (The Tangled Web)
11. L'Accident (Collision Course)
12. Douche froide (Cold Turkey)  Départ temporaire de Marcia Cross.
13. Un duo pour trois (Duet for One)
14. Bouc-émissaire (Strange Bedfellows)
15. Séparations (Under the Mistletoe)
16. Expropriation (Reunion Blues)
17. Le Piège (Michael's Game)
18. Révélation (Arousing Suspicion)
19. Un jeune homme rusé (The Young Men and the Sea)
20. De surprise en surprise (Parting Glances)
21. Dérapage (Swept Away)
22. Libérée sous caution (With this Ball and Chain)
23. Marié malgré lui (Otherwise Engaged)
24. L'Amour à la Mancini (Love, Mancini Style)
25. Les Sœurs piégées (The Two Mrs Mancinis)
26. La Vipère (In Bed With the Enemy)
27. Psychothérapie (Psychotherapy)  Retour de Marcia Cross (non créditée).
28. Une revenante (The Bitch Is Back)
29. Un charme irrésistible (Impefect Strangers)
30. Un petit diable en tête (Devil With the G-String On)
31. Jusqu'à ce que la mort nous sépare [1/2] (Till Death Do Us part 1 )
32. Jusqu'à ce que la mort nous sépare [2/2] (Till Death Do Us part 2 )

## Troisième saison (1994-1995)
1. D'une pierre deux coups (I Am Curious Melrose)
2. Un monde pervers (It's a Bad World After All)
3. Point de rupture (Inlaws and Outlaws)
4. Profonde Désillusion (Grand Delusions)
5. Portés disparus (NonSexual Healing)
6. Sans condition (No Strings Attached)  Première apparition de Jack Wagner.
7. Un week-end inoubliable (The Cook, The Creep, His Lover and Her Sister)
8. Double échange (Love Reeks)
9. À malin, malin et demi (Dr Jekyll Saves His Hyde)
10. Justice aveugle (A Justice for None)
11. Vin et vodka (The Days of Wine and Vodka)
12. Vol de chèque et de bébé (The Doctor Who Rocks the Cradle)
13. Rien ne va plus ! (Just Say No)
14. La Voie de la guérison (Sex, Drugs and Rocking the Cradle)
15. Cauchemar bénéfique (Holiday on Ice)
16. La Baby-sitter (Bye Bye Baby)
17. On achève bien les mamans [1/2] (They Shoot Mother, Don't They ? (part 1))
18. On achève bien les mamans [2/2] (They Shoot Mother, Don't They ? (part 2))  Départ temporaire de Jack Wagner.
19. Une journée en enfer (Another Perfect Day In Hell)
20. Les Malheurs de Sydney (Boxing Sydney)
21. Le Massacre de la St-Valentin (St. Valentin's Day Massacre)
22. Diamants sur canapé (Breakfast at Tiffani's, Dinner at Eight)
23. Le Vainqueur (The Winner Is...)  Première apparition de Kristin Davis dans le rôle de Brooke Armstrong.
24. Amour et mort (Love and Death)
25. Vivre et mourir à Malibu (To Live and Die in Malibu)
26. Brooke (All About Brooke)
27. Mission impossible (Melrose Impossible)
28. Chercher la faille (A Hose by Any Other Name)
29. Frères ennemis (Kiss Kiss, Bang Bang)
30. Harcèlement par procuration (Framing of the Shrews)
31. La Théorie du Big Bang [1/2] (The Big Bang Theory part 1)  Première apparition de Patrick Muldoon.  Retour de Jack Wagner.
32. La Théorie du Big Bang [2/2] (The Big Bang Theory part 2)  Départ de Darren Star, créateur, producteur exécutif et showrunner de la série.

## Quatrième saison (1995-1996)
1. Folie furieuse (Post-Mortem Madness)  Frank South est promu producteur exécutif et showrunner.
2. Melrose est un panier de crabes (Melrose Is Like a Box of Chocolates)
3. Ambition aveugle (Blind Ambition) 100e épisode de la série[3].
4. Chantage (Simply Shocking)
5. Découvertes en série (Drawing Henry)
6. Revirements (The Jane Mutiny)
7. Délires orchestrés (Let the Game Begin)
8. Le meurtre était presque parfait (Dial 'M' For Murder)
9. Cas de conscience (Amanda Unplugged)
10. Sydney se déchaîne (El Syd)
11. Liberté chérie (Free Kimmy)
12. Parlez, c'est à vous ! (Kimberly Does L.A.)
13. Nouveau départ (Hook, Line and Hayley)
14. Vol au-dessus de Melrose (Two Flew Over the Cuckoo's Nest)
15. Jalousie (Oy To the World)
16. Coup de grâce (Holy Strockes)
17. Tentatives ratées (The Brooke Stops Here)
18. Eliminations à tout prix (Sydney, Bothered and Bevildered)
19. L'Honneur des Parezi (The Bobby Trap)
20. Désespoir [1/2] (No Lifeguard on Duty (Part 1))
21. Désespoir [2/2] (No Lifeguard on Duty (Part 2))
22. Vengeance diabolique (Devil in a Wet Dress)  Dernière apparition de Kristin Davis.
23. Remariage (Circle of Strife)
24. L'ambition est un vilain défaut (Run Billy Run)
25. Sans pitié (Ruthless People)
26. Double jeu (The Burning Sofa)
27. Un excès de zèle (Triumph of the Bill)
28. Retour de bâtons (What Comes Up Must Come Down)
29. Victimes (True Fibs)
30. Retour à la case départ (Melrose Unglued)
31. La Loi du talion (Peter's Excellent Adventure)
32. Délit de fuite (Full Metal Betsy)  Première apparition de Brooke Langton.
33. Obsession meurtrière [1/2](Dead Sisters Walking (Part 1))
34. Obsession meurtrière [2/2](Dead Sisters Walking (Part 2))  Dernière apparition de Daphne Zuniga. Daphne Zuniga reprendra son rôle lors du revival de Melrose Place (2009-2010).

## Cinquième saison (1996-1997)
1. La Hantise (Living With Disaster)  Première apparition de Lisa Rinna et Rob Estes.
2. Il faudra me passer sur le corps (Over Dick's Dead Body)
3. Un homme désespéré (Moving Violation)  Dernière apparition de Patrick Muldoon.
4. Cachotteries (Hunka Hunka Burning Love)
5. Jane à la dérive (Un-Janed Melody)  Première apparition de Kelly Rutherford et David Charvet.
6. Obsessions (Jane Addiction)
7. Querelles de voisinage (Young Doctors In Lust)
8. Piégeurs piégés (Mission Interpersonal)
9. Double vie (Farewell Mike's Concubine)
10. Un fils présomptueux (Nice Work If You Can Get It)
11. Désorientée (Sole Sister)
12. En quête d'une mère (Quest For Mother)
13. Amours fous (Crazy Love)
14. Docteur par accident (The Accidental Doctor)
15. Au revoir Los Angeles (Escape From L.A.)  Départ temporaire de Josie Bissett.
16. Au cœur de l'orage (The Eyes of the Storm)
17. On est bien chez soi (Better Homes and Condos)
18. Grandes promesses [1/2] (Great Sexpectations)
19. Grandes promesses [2/2] (Great Sexpectations)
20. À celle qui l'aura (Catch Her In the Lie)
21. Les Hommes de Melrose (Men Are From Melrose)
22. Les Pièges (Frames' R Us)
23. À trop jouer avec le feu (Screams From a Marriage)
24. Les 101 Damnations (101 Damnations)
25. De la maternité à la paternité (From Here to Maternity)
26. Le Dernier Voyage (Last Exit to Ohio)
27. Vengeance par procuration (The Dead Wives Club)  Dernière apparition de Marcia Cross.
28. Tout recommence (Deja Vu All Over Again)  Première apparition d'Alyssa Milano.
29. Peter cherche la petite Beth (All Beth's Are Off)
30. Complice malgré lui (Ultimantums and the Single Guy)
31. Chantage et déception (Going Places)
32. Secrets et mensonges (Secrets and Lies and More Lies)
33. Qui a peur d'Amanda Woodward ? [1/2] (Who's Afraid of Amanda Woodward?)
34. Qui a peur d'Amanda Woodward ? [2/2] (Who's Afraid of Amanda Woodward?) Dernière apparition de Courtney Thorne-Smith, Grant Show et Laura Leighton. La robe de mariée portée par Sydney est une création de la couturière japonaise Yumi Katsura[4]. Laura Leighton reprendra son rôle lors du revival de Melrose Place (2009-2010).

## Sixième saison (1997-1998)
1. À chacun son destin (A Brand New Day)  Première apparition de Linden Ashby.  Dernière apparition de Doug Savant. Apparition de Vanessa Williams en flashback.
2. Le Pacte (Trojan Stork)
3. Donneur malgré lui (No Time For Sperm Banks)
4. Les Risques du métier (The Doctor Is In ... Deep)  Première apparition de Jamie Luner.
5. Recherche Samantha désespérément (Desperately Seeking Samantha)
6. La Chute (A Light At the End of the Tumble)
7. Secrets et serments (Secrets and Wives)
8. Un coup de feu dans la nuit (A Shot In the Dark)
9. Vengeance au scalpel (Attack of the Scalpel Woman)
10. Une étrange obsession (My Little Coma Girl)
11. Le Voyage de noces est fini (Everybody Comes to Kyle's)
12. Camouflage (A Bump in the Night)
13. Le Prix à payer (A Tree Talks In Melrose)
14. Heureux au jeu (To Kill a Whirlybird)
15. Déclaration d'amour (Amanda's Back)
16. La Traversée du désert (Kyle of the Desert)
17. Solitude et devoir (Coop de Grace)  Dernière apparition de David Charvet.
18. Mamma Mia (Mamma-Mia)
19. Le Dernier train [1/2] (Last Train to Baghdad (part 1))
20. Le Dernier train [2/2] (Last train to Baghdad (part 2))
21. Pas de deux (A Swing and a Mrs.)
22. La Drame (Blunt Drama)
23. Toujours entre nous (A Christine Runs Through It)
24. L'Amour, toujours l'amour (Too Romantic For Words)
25. Quatre liaisons et un enterrement (Four Affairs and a Pregnancy)
26. Innocente Jennifer (MP Confidential)
27. Quand les choses vont trop loin (Nasty Minded Professor)  Interruption de la diffusion américaine en raison de la grossesse de Heather Locklear le 30 mars 1998[5].

## Septième saison (1998-1999)
La distribution principale est réduite pour concentrer l'intrigue autour d'Amanda et du secret contenu dans le carnet intime de ce pauvre Matt, tué hors écran dans un accident de voiture. Deux personnages font leur apparition : Eve Cleary, en lien avec le mystère autour d'Amanda, et Ryan McBride, le frère de Kyle.
La fin de la série est annoncée par un communiqué du réseau FOX le 31 janvier 1999, en même temps que l'annulation de la comédie Papa bricole. L'érosion des audiences depuis deux saisons en est la principale raison. 
L'épisode final, intitulé "Le dernier acte", a été écrit et réalisé par Charles Pratt Jr, le seul scénariste historique de la série devenu showrunner en début de saison avec Carol Mendelsohn. Le tournage s'est achevé le 24 mars 1999. Josie Bissett (Jane) et Thomas Calabro (Michael) sont les deux seuls comédiens du casting original présents dans cet épisode. Des négociations avec Marcia Cross (Kimberly) n'ont pas abouti et Courtney Thorne-Smith, qui avait accepté de faire une apparition sans dialogue, serait tombée malade le jour du tournage. La scène finale de la série met en scène Heather Locklear (Amanda) et Jack Wagner (Peter), et c'est à Wagner que revient la dernière réplique. Il répond "Promis" quand Amanda lui demande de ne pas donner le nom de Kimberly à l'un de leurs futurs enfants. Peter envisage de leur attribuer le nom d'anciens locataires de Melrose Place: "Billy, Alison, Matt, Jake, Jane, Kyle, et peut-être Michael". Ironiquement, il cite trois anciens amants d'Amanda (Billy, Jake, Michael), son ancien mari (Kyle) et son ancienne collaboratrice (Alison) avec laquelle elle entretenait des relations difficiles. Les chansons I Will Remember You de Sarah McLachlan et Closing Times du groupe Semisonic ouvrent et ferment l'épisode, respectivement.
1. Divorce Express (Divorce Dominican Style) Reprise de la diffusion le 27 juillet 1998.
2. Une Lune De Miel Empoissonnée (A Long Way to Tip-a-Rory)
3. Un Codicille Très Spécial (A Match Made in Hell)
4. Retrouvailles avec Jane (Ball'n Jane) Retour de Josie Bissett.
5. L'Enlèvement (As Bad as it Gets) Courtney Thorne-Smith et Laura Leighton apparaissent en flashback.
6. À La Recherche d'Amanda [1/2] (Buona Sera, M. Campbell part 1)
7. À la recherche d'Amanda [2/2] (Buona Sera, M. Campbell part 2 ) Dernière apparition d'Andrew Shue, Lisa Rinna, Brooke Langton, Alyssa Milano, Linden Ashby Courtney Thorne-Smith apparaît dans un flashback.  Départ du producteur exécutif et showrunner Frank South. fin du tournage de la saison 6
8. Le monde selon Matt (The World According to Matt) Première apparition de John Haymes Newton. Doug Savant apparaît en flashback. Charles Pratt Jr et Carol Mendelsohn sont promus producteurs exécutifs et showrunners de la série.
9. Secret professionnel (Where the Hookers Grow)
10. Fou de jalousie (Dr. Jealousy)
11. Mystérieuse Ève (Not Quite All About Eve) Première apparition de Rena Sofer.
12. La rumeur (The Rumor Whisperer)
13. Panne de courant à Melrose Place (The Night the Lights Went Out at Melrose)
14. Tissu de mensonges (Suspicion)
15. Un mariage raté (Fiddling on the Roof)
16. L'angoisse de Jane (Lethal Wedding 4)
17. Le passé d'Eve (When Cheerleaders Attack)
18. Un enfant à tout prix (Suddenly Sperm)
19. Drôle de père Noël (The Usual Santas)
20. La déprime de Kyle (The Kyle High Club)
21. J'ai épousé une meurtrière (I Married a Jock Murderer)
22. Réhabilitation (A Fist Full of Secrets)
23. Entre père et fils (The Younger Son Also Rises)
24. L'homme idéal (Saving Ryan's Privates)
25. Méprise fatale (They Shoot Blanks, Don't They?)
26. La détermination d'Amanda (How Amanda Got Her Groove Back)
27. La fin d'une époque (Unpleasantville) Courtney Thorne-Smith et Andrew Shue apparaissent en flashback.
28. Le choix de Ryan (Ryan's Choice)
29. La fille de Ryan (McBride's Head Revisited)
30. Le père célibataire (The Daughterboy)
31. La fugue (Bitter Homes and Guardians)
32. La croisière du destin (Floral Knowledge)
33. La chute de l'empire Woodward (Lexi Gets Stiffed)
34. Les cadavres ne se taisent jamais (Dead Men Don't Shut Up)
35. Le dernier acte (Asses to Ashes) Dernière apparition de Thomas Calabro, Heather Locklear, Josie Bissett, Jack Wagner, Rob Estes, Kelly Rutherford, Jamie Luner, John Haymes Newton et Rena Sofer. Thomas Calabro, Heather Locklear et Josie Bissett reprendront leur rôle lors du revival de Melrose Place (2009-2010).

## Titres des épisodes
Les titres des épisodes font régulièrement référence à des œuvres littéraires, musicales et cinématographiques célèbres.
| Saison | Épisode                                       | Référence                                   | Description |
| ------ | --------------------------------------------- | ------------------------------------------- | --- |
| 1      | Lost and Found                                | Lost and Found                              | Première référence à un film de Melvin Frank.                                                                                        |
| 1      | My Way                                        | My Way                                      | La chanson de Frank Sinatra adaptée du tube de Claude François, Comme d'habitude.                                                    |
| 1      | Single White Sister                           | Single White Female                         | Quelques mois après la sortie en salle du film de Barbet Schroeder.                                                                  |
| 2      | Much Ado About Everything                     | Much Ado About Nothing                      | Une pièce de William Shakespeare adaptée au cinéma la même année par Kenneth Branagh.                                                |
| 2      | Strange Bedfellows                            | Strange Bedfellows                          | Deuxième référence à un film de Melvin Frank.                                                                                        |
| 2      | Psycho-Therapy                                | Psycho                                      | Première référence à un film d'Alfred Hitchcock.                                                                                     |
| 3      | It's A Bad World After All                    | It's A Small World                          | Il s'agit d'une attraction de Disneyland.                                                                                            |
| 3      | Non-Sexual Healing                            | Sexual Healing                              | La fameuse chanson de Marvin Gaye.                                                                                                   |
| 3      | The Cook, the Creep, His Lover and Her Sister | The Cook, the Thief, His Wife and Her Lover | Un polar emmêlé dans des liaisons dangereuses.                                                                                       |
| 3      | Dr. Jekyll Saves His Hide                     | Dr. Jekyll and Mr. Hyde                     | Allusion au célèbre personnage du roman de Robert Louis Stevenson porté au cinéma par Victor Fleming.                                |
| 3      | The Days of Wine and Vodka                    | Days of Wine and Roses                      | Ce film de Blake Edwards a pour protagoniste un alcoolique notoire.                                                                  |
| 3      | They Shoot Mothers, Don't They?               | They Shoot Horses, Don't They?              | Première allusion au classique du cinéaste Sydney Pollack.                                                                           |
| 3      | Melrose Impossible                            | Mission Impossible                          | Allusion à la série culte des années 1960-70.                                                                                        |
| 3      | Breakfast at Tiffany's, Dinner at Eight       | Breakfast at Tiffany's                      | Le périple new-yorkais d'Amanda et Michael sert d'allusion à cette comédie culte de Blake Edwards.                                   |
| 4      | Melrose Is Like a Box of Chocolates           | Forrest Gump                                | La réplique culte du personnage joué par Tom Hanks.                                                                                  |
| 4      | Dial M for Melrose                            | Dial M for Murder                           | Deuxième référence à un film d'Alfred Hitchcock.                                                                                     |
| 4      | Two Flew Over the Cuckoo's Nest               | One Flew Over the Cuckoo's Nest             | D'après le titre du film de Milos Forman.                                                                                            |
| 4      | Oy! to the World                              | Joy to the World                            | Référence à un chant de Noël américain populaire.                                                                                    |
| 4      | Sydney, Bothered & Bewildered                 | Bewitched, Bothered and Bewildered          | Une chanson populaire aux Etats-Unis.                                                                                                |
| 4      | Triumph of the Bill                           | Triumph of the Will                         | Référence douteuse à un film de propagande nazie.                                                                                    |
| 4      | Peter's Excellent Adventure                   | Bill & Ted's Excellent Adventure            | Comédie mineure mettant en scène Keanu Reeves.                                                                                       |
| 4      | Full Metal Betsy                              | Full Metal Jacket                           | Un classique de Stanley Kubrick. |
| 4      | Dead Sisters Walking                          | Dead Man Walking                            | Un film oscarisé de Tim Robbins. |
| 5      | Farewell, Mike's concubine                    | Farewell, my concubine                      | Un drame chinois nommé aux Oscar. |
| 5      | Great Sexpectations                           | Great Expectations                          | Le fameux roman de Charles Dickens.                                                                                                  |
| 5      | 101 Damnations                                | 101 Dalmatians                              | Inspiré par le classique de Disney.                                                                                                  |
| 5      | The Dead Wives Club                           | The First Wives Club                        | Allusion au titre original du film Le Club des ex dans lequel Heather Locklear fait de la figuration.                                |
| 5      | Going Places                                  | Going Places (en)                           | Référence à la sitcom éphémère dans laquelle Heather Locklear tenait un rôle régulier.                                               |
| 5      | Who's Afraid of Amanda Woodward?              | Who's Afraid of Virginia Woolf?             | Une pièce de théâtre portée au cinéma, dont le titre est lui-même inspiré de la chanson populaire Qui a peur du grand méchant loup ? |
| 6      | The Troyan Stork                              | The Troyan Horse                            | Allusion à la mythologie grecque. |
| 6      | Desperately Seeking Samantha                  | Desperately Seeking Susan                   | Un film avec Madonna en vedette. |
| 6      | Mamma Mia                                     | Mamma Mia                                   | L'un des tubes du groupe Abba. |
| 6      | Four Affairs and a Pregnancy                  | Four Weddings and a Funeral                 | La célèbre comédie romantique avec Julia Roberts et Hugh Grant.                                                                      |
| 6      | Ball n' Jane                                  | Ball 'N' Chain (en)                         | Une chanson de Big Mama Thornton popularisée par Janis Joplin.                                                                       |
| 6      | As Bad as It Gets                             | As Good as It Gets                          | Comédie romantique oscarisée avec Jack Nicholson et Helen Hunt.                                                                      |
| 6      | Buona Sera, Mr. Campbell                      | Buona Sera, Mrs. Campbell [archive]         | Troisième référence à un film de Melvin Frank.                                                                                       |
| 7      | The World According to Matt                   | The World According to Garp                 | Allusion au film porté par Robin Williams d'après le roman éponyme de John Irving.                                                   |
| 7      | The Night the Lights Went at Melrose          | The Night the Lights Went Out in Georgia    | Un drame de Ron Maxwell. |
| 7      | Lethal Wedding 4                              | Lethal Weapon 4                             | Diffusé quelques mois après la sortie en salle du quatrième volet de la saga culte.                                                  |
| 7      | The Usual Santas                              | The Usual Suspects                          | Une scène culte commune aux deux œuvres.                                                                                             |
| 7      | I Married a Jock Murderer                     | So I Married an Axe Murderer                | Inspiré par la comédie romantique avec Mike Myers.                                                                                   |
| 7      | Saving Ryan's Privates                        | Saving Private Ryan                         | D'après le classique de Steven Spielberg.                                                                                            |
| 7      | They Shoot Blanks, Don't They?                | They Shoot Horses, Don't They?              | Deuxième allusion au classique du cinéaste Sydney Pollack.                                                                           |
| 7      | How Amanda Got Her Groove Back                | How Stella Got Her Groove Back              | Un film mineur avec Whoopi Goldberg et Angela Bassett.                                                                               |
| 7      | Unpleasantville                               | Pleasantville                               | La fameuse comédie dramatique de Gary Ross.                                                                                          |
| 7      | Ryan's Choice                                 | Sophie's Choice                             | D'après le roman de William Styron.                                                                                                  |